# 索斯尼夫卡 (馬林區)
50°41′59″N 29°9′34″E / 50.69972°N 29.15944°E
索斯尼夫卡（烏克蘭語：Соснівка），是烏克蘭北部的村莊，隸屬日托米爾州的科羅斯滕區。該村始建於1920年，面積0.32平方公里，海拔高度169米，2001年人口44，人口密度每平方公里136.65人。